# Хабтаму Фикаду
Хабтаму Фикаду (13 марта 1988, Шоа) — эфиопский бегун на  длинные дистанции.

## Карьера
В 2005 году выиграл бронзовую медаль на Чемпионате Африки по лёгкой атлетике среди юниоров в забеге на 400 метров. В 2007 победил в турнире по горному бегу на 11,25 км — «Obudu Mountain Race».
В 2009 победил на пятых международных соревнованиях по горному бегу в Нигерии
В 2009 году занял 5 место на Чемпионате мира по бегу по пересечённой местности.

## Достижения
- 2005 —  Бронза Чемпионата Африки по лёгкой атлетике среди юниоров.
- 2008 —  Серебро Чемпионата мира по бегу по пересечённой местности в командном зачете.